# Victor Considerant
Victor Prosper Considerant (sem acento agudo), nascido em 12 octobre de 1808 em Salins-les-Bains e morto em 27 de dezembro de 189 em Paris, 7.º,[carece de fontes?] foi um filósofo e economista politécnico francês, adepto do fourierismo. "Foi sem dúvida o mais influente dos discípulos de Fourier" e "o principal expoente da escola fourierista".

## Biografia

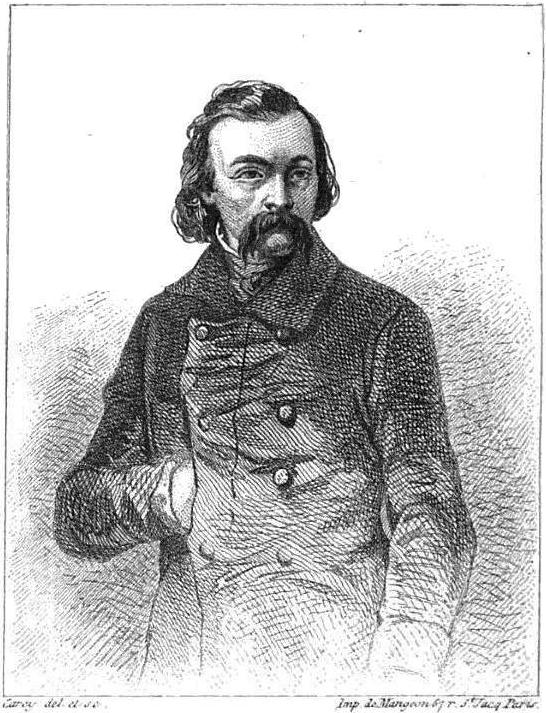
Gravura de Considerant por Carey.

Aluno de seu pai, Jean-Baptiste, professor de retórica na faculdade de Salins, Victor Considerant foi bacharel aos dezesseis anos. Em 1824, ele veio se preparar no ensino politécnico na faculdade de Besançon e foi apresentado ao fourierismo por sua correspondente Clarisse Vigoureux, que havia sido iniciada ali por Just Muiron. Passado num concurso em 1826, conheceu Fourier em Paris, ao qual se uniu e disse sobre sua proposta: "É lindo demais para não ser a verdade, o destino do homem, a vontade de Deus na terra!". Na Escola de Aplicação de Artilharia e Engenharia de Metz, de 1828 a 1832, ele propagou as ideias do mestre entre seus companheiros depois de ter publicado um artigo sobre Fourier no Le Mercure de France em 1830 e, na Revue des Deux mondes em outubro de 1831, um conto Un pressentiment inspirado pela morte da filha de Clarisse Vigoureux (1789-1865), nascida Clarisse Gauthier (e irmã de Joseph, padrasto de François Coignet), Claire (1809 -1828), seu amor de juventude. Em 1832, ele participou da fundação do jornal Le Phalanstère, o qual ele administrou com Jules Lechevalier e na tentativa da colônia societária de Vesgre. Em 1834, ele publicou Destinée sociale e, em 1836, demitiu-se do exército para fundar um novo jornal, La Phalange. Em 1837, ele sucedeu Fourier no comando da École Sociétaire e, em 1838, casou-se com Julie (1812-1880), segunda filha de Clarisse Vigoureux, uma fourierista convicta como sua mãe e cujo dote permitiria ao marido 'entrar na política e financiar suas campanhas eleitorais; Julie e Victor terão dois filhos: Gustave e Justine Considerant. [carece de fontes?]
Derrotado nas eleições legislativas de 1839 em Montbéliard e Colmar, foi eleito, em 1843, conselheiro geral do Sena. No mesmo ano, La Phalange, que tinha o lema "reforma social sem revolução", dá lugar ao jornal La Démocratie pacifique, que atinge uma ampla extensão e seria um grande sucesso. Ele também publica centenas de folhetos e publicações inspirados em idéias fourieristas, como a coleção da Pequena Biblioteca falansteriana. Esse esforço de propaganda se traduz na formação de grupos fourieristas em toda a França, embora a maioria de seus componentes não sejam trabalhadores, mas profissionais liberais - médicos, engenheiros, arquitetos, advogados - e também alguns pequenos proprietários - oficiais e suboficiais do Exército também foram assíduos leitores de La Démocratie pacifique.
 

Eleito deputado de Montargis em 1848 e, em 1849, de Paris, sentou-se na extrema esquerda e esclareceu o conceito de direito ao trabalho, que se tornou uma das fortes ideias dos socialistas franceses de 1848. Ele é conhecido no direito constitucional como o inventor, em 1846, da representação proporcional (representação proporcional com escrutínio plurinominal). Em junho de 1848, ele foi o único deputado a propor o direito de voto para as mulheres. Ele também defendeu medidas de 'democracia direta' (termo que ele cunhou) como referendo e revogação, lidando com o conceito de democracia que ia além de sua definição estritamente política porque, para ele, colocava "no sentido direto de sua etimologia", "a questão da época, a emancipação das classes trabalhadoras", o que o levou a aproximar-se dos republicanos, pelo que seu jornal La Démocracie pacifique foi perseguido durante os últimos anos da monarquia orleanista. Mas ele também defendia que a democracia plena fosse implementada gradualmente, pois os cidadãos estavam "adquirindo competência e capacidade suficientes para manejar sem perigo um direito [o direito comum relativo ao governo da sociedade] tão elevado e temível". De qualquer forma, ele considerava "estéril" a ação política revolucionária da classe trabalhadora porque, segundo ele, a sociedade caminhava pacificamente em direção ao socialismo.
"Os rios fluem, o mar nasce, a terra gira. Quem os deterá? ... O avanço da história é tão irresistível quanto o avanço das forças cosmológicas. A humanidade é mais que um rio, mais que um mar, mais que uma terra. Há três séculos que a humanidade avança discernivelmente em direção à democracia, ou seja, em direção à sua liberdade política, à sua autonomia, à plena posse de si mesma.
"Quanto a nós, membros de uma escola social que cresce a cada dia, não nos confundiremos com nenhum partido político, porque apresentamos uma teoria em que tudo está descrito e indicado. Ou seja, sabemos o que queremos; explicamos nossos métodos de realização; demonstramos o valor das garantias que apresentamos; pedimos um exame; e, que é um teste ainda melhor, o sistema que ensinamos e que Fourier descobriu, pode ser estabelecido aqui ou em outro lugar, onde quer que seja e por quem assim o desejar" Destinée social, vol. I.

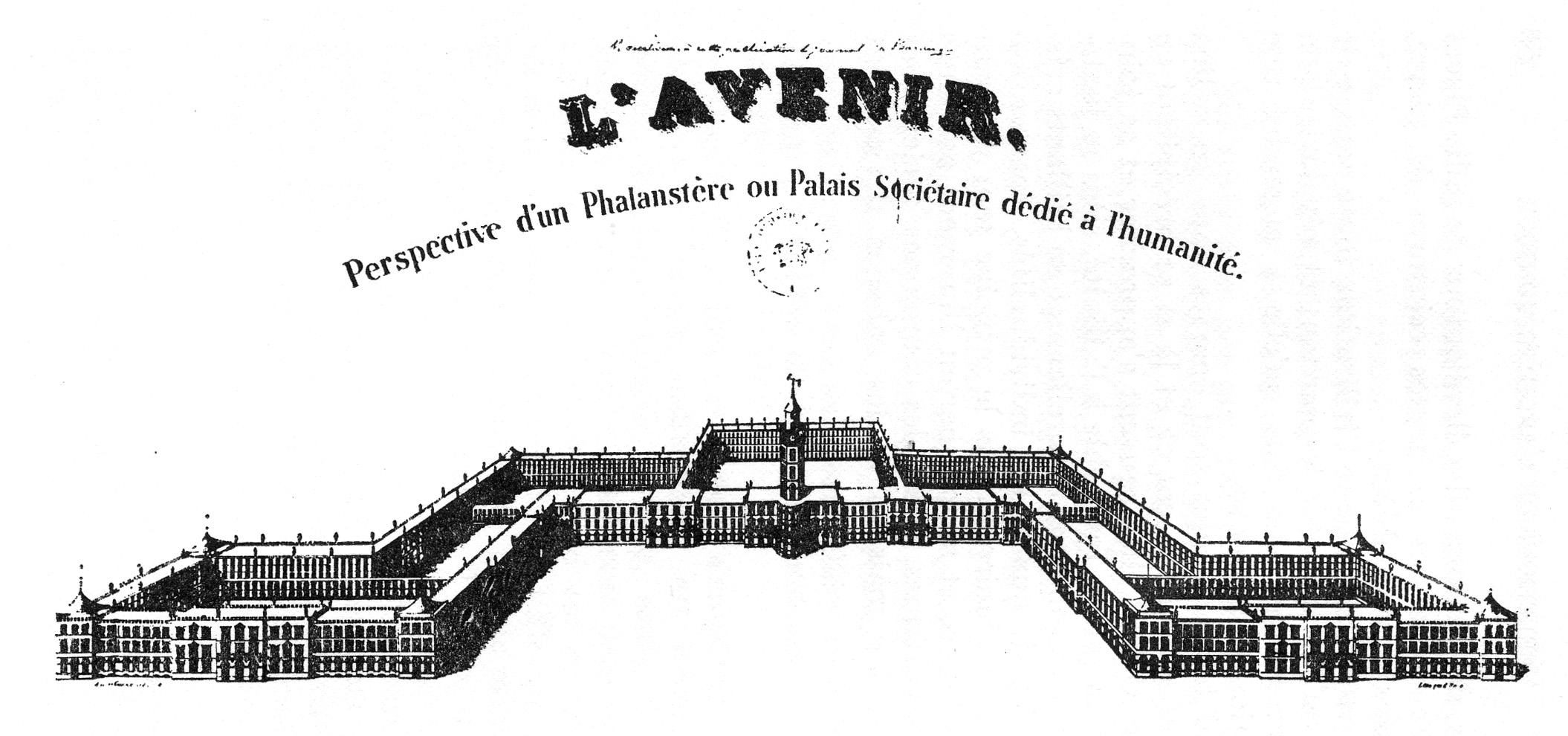
Ilustração de uma obra de Considerant que representa um falanstério ideal.

Sua principal contribuição para a doutrina fourierista foi desenvolvida em uma grande obra de três volumes publicados entre 1835 e 1844 com o título Destino social —o primeiro volume foi dedicado ao rei Luís Filipe de Orléans "por ser, como chefe de governo, o primeiro proprietário da França, o mais interessado na ordem, na prosperidade pública e privada e no bem-estar de indivíduos e nações"—, que completou três anos depois com Princípios do Socialismo, o qual alguns consideram precursor do Manifesto Comunista, e com o Manifesto da democracia no século XX, embora seu trabalho mais bem-sucedido tenha sido Exposição abreviada do sistema falansteriano de Fourier, que reuniu sete edições entre 1845 e 1848.
Embora ele compartilhasse com seu professor a ideia de que, com um "ensaio em escala muito pequena em um território de meio quadrado de terra" seria suficiente para as novas ideias triunfarem, Considerant insiste mais do que Fourier no antagonismo de classes que está acentuando a "sociedade moderna":
A sociedade tende a se dividir cada vez mais em duas grandes classes diferentes: um pequeno grupo que tem tudo ou quase tudo no domínio da propriedade, comércio e indústria, e o grande grupo que não tem nada, que vive em dependência coletiva e absoluta dos proprietários do capital e dos instrumentos de trabalho, obrigados a alugar por um salário precário e sempre a baixar seus braços, seus talentos e suas forças aos senhores feudais da sociedade moderna. 
Ele participou no dia 13 de junho de 1849 contra Louis-Napoléon Bonaparte que, aos seus olhos, violara a Constituição ao apoiar o papa em luta com a República Romana. Decretada sua prisão, exilou-se na Bélgica, depois nos Estados Unidos, onde, instigado por Albert Brisbane, criou, no Texas, o falanstério de La Réunion com o apoio financeiro de Jean-Baptiste André Godin. O experimento falhou e ele se retirou para San Antonio, onde Clarisse Vigoureux morreu em 1865. 
Retornando à França em 1869, graças a uma anistia, ingressou na Primeira Internacional e apoiou a Comuna (1871). 

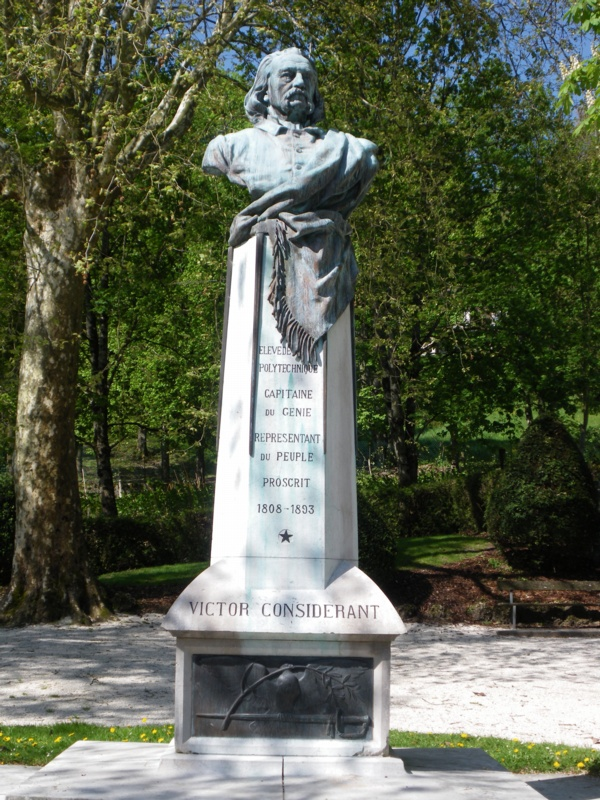
Busto de Victor Considerant em Salins-les-Bains.

Ele terminou sua vida no Quartier Latin, recusando-se obstinadamente a retomar qualquer atividade política. Seu funeral reuniu muitos socialistas, em particular Jean Jaurès. Ele foi enterrado no columbário do Père-Lachaise. Em 1902, seu busto, por Marguerite Gagneur, foi inaugurado em sua cidade natal. 
O ano de 2008 foi escolhido pelo Ministério da Cultura francês como "o ano de Victor Considerant", para comemorar o bicentenário de seu nascimento. Muitos eventos foram apresentados em sua cidade natal. 

## Controvérsia
Em seu livro Le Complot de la réserve fédérale, o professor universitário americano Antony Cyril Sutton acusa o filósofo Karl Marx de ter, pela redação de seu manifesto, plagiado fortemente a obra de Victor Considerant, Principe du socialisme ; Manifeste de la démocratie au XIXe siècle, publicado em 1843. A mesma acusação foi feita por W. Tcherkessof em seu livro Pages of Socialist History, em 1902. Observa-se, no entanto, que se a forma é semelhante, especialmente no nível de títulos e capítulos, por outro lado, o conteúdo é muito diferente. A abordagem de Considerant é específica da filosofia idealista neo-hegeliana; é uma análise da evolução do "espírito democrático" e do "direito democrático", evolução espiritual e cristã. O Manifesto de Marx é, por outro lado, materialista e, portanto, estritamente contrário a essa abordagem que faz da evolução do pensamento o motor da História. Marx, em seu Manifesto, não se baseia, como Considerant, na evolução das ideias e representações ao longo da história, mas na evolução do modo de produção. Onde Considerant escreve uma História dos grandes homens, fazendo abundante referência a reis e filósofos, e onde a inteligência e a vontade dos reis são consideradas como a principal causa das revoltas, Marx, por sua vez, faz uma História anônima, a História das tecnologias de produção e da influência dessas tecnologias na organização política. História na qual o desenvolvimento da produção é a causa das revoluções. Considerant condena moralmente os desenvolvimentos econômicos e tecnológicos de seu tempo considerados muito rápidos, ele defende os pequenos negócios contra os grandes e exorta a classe média a se revoltar diante desses desenvolvimentos. Marx, ao contrário, julga essas evoluções inevitáveis, ele as considera benéficas em muitos aspectos e descreve as classes médias que resistem a essas evoluções como "reacionárias". Considerant também pensa que será a pequena burguesia que se revoltará antes do proletariado. A revolução que serve de modelo para o Considerant é, portanto, a Revolta dos Canuts em Lyon e seu slogan "Viver trabalhando ou morrer combatendo".  Inversamente, Marx considera que a pequena burguesia em sua luta contra a alta burguesia só quer voltar à antiga ordem. Para ele, apenas o proletariado pode derrubar a alta burguesia. No momento em que escrevia o manifesto, seu modelo de revolução não era, portanto, a revolta dos canudos, que ele considerava reacionária porque era voltada contra o desenvolvimento tecnológico das ferramentas de produção, mas a revolta dos tecelões na Silésia, que não ataca a ferramenta de produção, mas que visa diretamente os títulos de propriedade (a partir de então, será a Comuna de Paris que se tornará seu modelo). 
O Manifesto Comunista de Marx é, portanto, semelhante a um "anti-princípio do socialismo" de Considerant muito mais do que um plágio. Marx e Engels estavam muito acostumados a essa abordagem de oposição frontal aos intelectuais da corrente "socialista utópica", opondo um texto a outro. Pensa-se na famosa Miséria da Filosofia, que responde à Filosofia da Miséria de Proudhon, ou mesmo no anti-Dühring, que se opõe ponto a ponto às posições filosóficas e políticas de Dühring e que se tornará uma das exposições mais completas da visão marxista do mundo e da política. Mesmo a escrita do Capital parte de uma crítica e uma correção da teoria ricardiana do valor. 

## Críticas
A doutrina de Victor Considerant foi criticada por um de seus contemporâneos, o economista liberal Frédéric Bastiat, em uma brochura intitulada Proprieté et spoliation, onde ele ataca em particular o que considera ser seu erro, o conceito de rentismo fundiário em que Considerant se baseia para justificar o direito ao trabalho. Erro que, segundo Bastiat, encontra-se em muitos economistas (John Ramsay McCulloch, David Ricardo, George Poulett Scrope, Nassau William Senior ...) e que também foi refutado por Henry Charles Carey. Bastiat também leva Victor Considerant a trabalhar em seu panfleto intitulado La Loi. 
Enquanto Karl Marx apreciava alguns aspectos do trabalho de Considerant  —ele chegou a pedir-lhe que colaborasse nos Anais franco-alemães —, Proudhon o julgou muito negativamente: 
Os discípulos de Fourier não param de gritar conosco: ao falanstério, enquanto a estupidez e o ridículo das outras seitas os enlouquecem. São meia dúzia de gênios incomparáveis, que imaginaram que cinco mais quatro dão nove, subtraímos dois e restam nove, e choram pela cegueira da França, que se recusa a acreditar nessas incríveis matemáticas. 

## Família
Ele era primo do advogado e historiador belga Nestor Considerant, jornalista do diário L'Indépendance belge, onde cobria a política doméstica belga. 

## Publicações (em ordem cronológica)
- « Un pressentiment », dans Revue des deux mondes, 1831, t. 4, p. 206-214.
- Destinée sociale, Paris, Libraires du Palais-Royal, Bureau de La Phalange, 1834, 2 vol., vii-558 p. et lxxxvi-351 p.
- Considérations sociales sur l'architectonique, Paris, Libraires du Palais Royal, 1834, xlix-84 p.
- « De la question politique et en particulier des abus de la politique actuelle », dans Débâcle de la politique en France, Paris, Bureau de la Phalange, 1836.
- Publication complète des « Nouvelles découvertes » de sir John Herschel dans le ciel austral et dans la lune traduit de l'anglais, Paris, Masson et Duprey, 1836, 162 p. (reedição e comentários de V. Considerant e Raymond Brucker de um folheto, publicado anonimamente em março de 1836, que foi a tradução do Great Moon Hoax, embuste publicado em agosto e setembro de 1835 no New York Sun pelo americano Richard Adam Locke, segundo o qual o famoso astrônomo Herschel teria descoberto habitantes na Lua).
- Déraison et dangers de l'engouement pour les chemins en fer. Avis à l’opinion et aux capitaux, Paris, La Phalange, Ducor, 1838, 93 p.
- « La Paix ou la guerre. À la France et au corps électoral », dans La Phalange, 15 février 1839, publication en brochure, Paris, Bureau de "La Phalange", 1839, 45 p.
- « De la propriété », dans La Phalange, Predefinição:1er juin 1839, brochure publiée à Besançon, impr. L. de Sainte-Agathe, 1839, 16 p.
- Contre M. Arago : réclamation adressée à la Chambre des députés par les Rédacteurs du Feuilleton de la Phalange (suivi de) La Théorie du droit de propriété, Paris, Au Bureau de la Phalange, 1840, 80 p.
- Théorie générale de Fourier. Mémoire de M.*** lu dans la Predefinição:5e du Congrès, le 5 septembre 1841, par M. Victor Considerant, pour répondre à cette question du programme : « exposer et discuter la valeur des principes de l’École sociétaire fondée par Fourier», Lyon, Nourtier, 1841, 16 p.5e du Congrès, le 5 septembre 1841, par M. Victor Considerant, pour répondre à cette question du programme : « exposer et discuter la valeur des principes de l’École sociétaire fondée par Fourier»5a du Congrès, le 5 septembre 1841, par M. Victor Considerant, pour répondre à cette question du programme : « exposer et discuter la valeur des principes de l’École sociétaire fondée par Fourier»
- Bases de la politique positive. Manifeste de l’École sociétaire fondée par Fourier, Paris, Bureaux de la Phalange, 1842, 218 p.
- Manifeste de la démocratie au Predefinição:S-, 1843. Réédité en 1973 dans Les Cahiers du futur, , Champ Libre.
- De la politique nouvelle convenant aux intérêts actuels de la société et de ses conditions de développement par la publicité, Paris, Bureaux de "La Phalange", 1843, 2a éd., 36 p.
- Petit cours de politique et d'économie sociale à l'usage des ignorants et des savants, Paris, La Librairie sociétaire, 1844,  éd., 52 p.
- Théorie de l’éducation naturelle et attrayante, dédiée aux mères, Paris, Librairie de l’École sociétaire, 1844, , 194 p.
- Exposition abrégée du système phalanstérien de Fourier suivie de Études sur quelques problèmes fondamentaux de la Destinée sociale, Paris, À la librairie sociétaire, 1846, Predefinição:3e éd., 114-12 p.3a 3
- Principes du socialisme. Manifeste de la démocratie au XIXe siècle... ; suivi du Procès de la démocratie pacifique, Paris, Librairie phalanstérienne, 1847, IV-157 p.
- Le Socialisme devant le vieux monde ou le vivant devant les morts, Paris, Librairie phalanstérienne, 1848, VII-264 p.
- Théorie du droit de propriété et du droit au travail, Paris, Librairie phalanstérienne, 1848.
- Journée du 13 juin 1849 : simples explications à mes amis et à mes commettants, Paris : M. Lévy et frères, 1849, 69 p.
- Du sens vrai de la doctrine de la rédemption, Paris, Librairie phalanstérienne, 1849, -89 p.
- La Solution ou le Gouvernement direct du peuple, Paris, Librairie phalanstérienne, 1850, 63 p.
- Les Quatre Crédits ou 60 milliards à 1 ½ p. 100. Crédit de l’immeuble, crédit du meuble engagé, crédit du meuble libre ou du produit, crédit du travail, Paris, Librairie phalanstérienne, 1851, 167 p.
- Ma justification, Bruxelles, Rozez, 1854, 47
- Au Texas, Bruxelles : au siège de la société de colonisation ; Paris, Librairie Phalanstérienne, 1855, Predefinição:2e éd., 326 p.2a
- De l’instruction gratuite et obligatoire, Bruxelles, Leipzig, A. Schnée, 1858, 56 p.
- Prédictions sur la guerre. La France imposant la paix à l’Europe, Paris, A. Le Chevalier, 1870, 4 p.
- La Paix en 24 heures dictée par Paris à Versailles. Adresse aux Parisiens, Paris, impr. Dubuisson, 1871.